# F1 09
F1 09 (bedre kendt som Formula 1 2009 i Nordamerika) er en spil, udgivet af Codemasters.
| computerspil | Spire Denne computerspilsrelaterede artikel er en spire som bør udbygges. Du er velkommen til at hjælpe Wikipedia ved at udvide den. |